# St. Patrick’s Old Cathedral

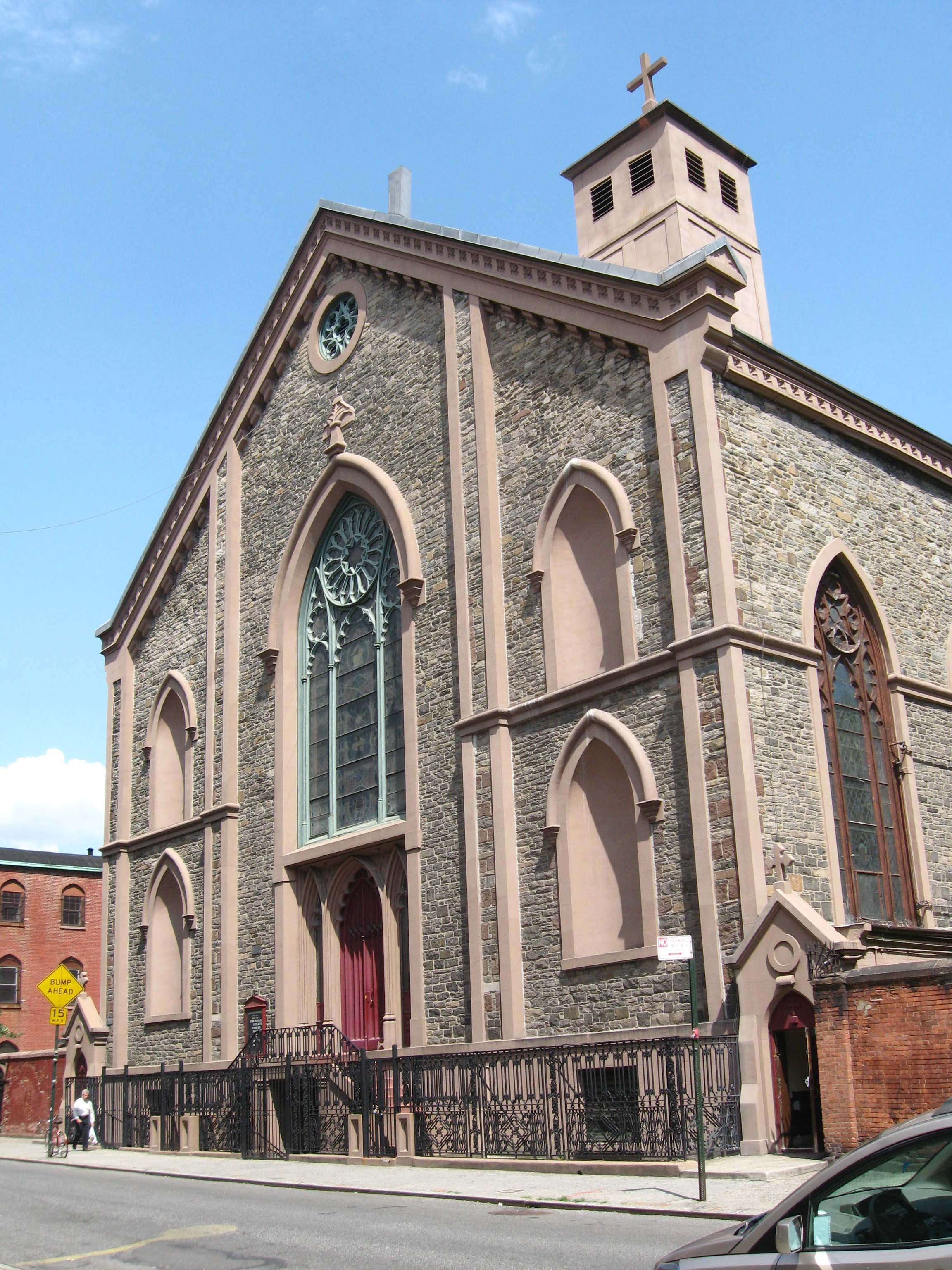
Die Old St. Patrick’s Cathedral in Little Italy, Manhattan zur Mulberry Street hin

Die Basilica of Saint Patrick’s Old Cathedral oder kurz Old St. Patrick’s ist eine Pseudobasilika in 260–264 Mulberry Street zwischen Prince und Houston Street in Manhattan in der City of New York. Das Kirchengebäude war Sitz des römisch-katholischen Erzbistums New York, bis die heutige Saint Patrick’s Cathedral 1879 eingeweiht wurde.

## Geschichte
Der Bau von Old Saint Patrick’s wurde 1809 begonnen. Die Grundsteinlegung erfolgte am 8. Juni jenes Jahres. Der Entwurf zu diesem Kirchenbau stammt von dem Architekten Joseph-Francois Mangin, der auch die City Hall der Stadt geplant hatte, und in knapp unter sechs Jahren fertiggestellt, sodass das Kirchengebäude am 14. Mai 1815 geweiht werden konnte. Das Bauwerk misst 120 Fuß in der Länge und 80 Fuß in der Breite (etwa 37 m × 24 m), und das Gewölbe ist im Innern 85 Fuß (etwa 26 m) hoch. Das Bauwerk wurde 1866 durch einen Brand beschädigt und danach wieder instand gesetzt, obwohl die neue St. Patrick’s Cathedral sich bereits im Bau befand. Der Wiederaufbau erfolgte unter der Leitung des Architekten Henry Engelbert und wurde mit der Wiedereröffnung 1868 abgeschlossen. Seit 1879 ist die Kirche eine Pfarrkirche, der Pfarrer wohnt im ursprünglichen Bischofssitz in 263 Mulberry Street. Zum Gemeindebezirk gehört auch die Most Holy Crucifix Church, die vor allem Katholiken asiatischer Herkunft dient, da Old Saint Patrick’s inzwischen am Rande von Chinatown liegt.
In der Hauptkirche werden Gottesdienste in englischer und spanischer Sprache gefeiert. Ursprünglich lag die Kirche im Fokus der Saint-Patrick’s-Day-Parade, die allerdings weiter nach Norden verlegt wurde, um an der neuen Kathedrale vorbeizuführen. Der Ancient Order of Hibernians hatte sein Hauptquartier auf der gegenüberliegenden Straßenseite, nachdem anti-irische Unruhestifter die Kathedrale 1835 belagert hatten. In der Krypta sind viele prominente New Yorker Bürger beigesetzt, darunter auch Mozart’s Librettist Lorenzo da Ponte.  Die Kirche wurde 1977 in das National Register of Historic Places aufgenommen, und am 17. März 2010 erklärte Papst Benedikt XVI. die Kirche zu einer Basilica minor.

## Schauplatz im Film
Die Szene mit der Taufe im Film Der Pate wurde in der Kirche gedreht, ebenfalls die Szene in Der Pate III, in der Michael Corleone durch einen Kardinal im Auftrag des Vatikans geehrt wird. Eine Szene des Filmes Hexenkessel spielte in dem von Mauern umgebenen Kirchhof.

## Belege
1. 1 2  Betty J. Ezequelle: National Register of Historic Places Registration: Old St. Patrick’s Cathedral Complex. New York State Office of Parks, Recreation and Historic Preservation, März 1977, archiviert vom Original am 9. Oktober 2012; abgerufen am 30. Oktober 2010 (englisch).  Info: Der Archivlink wurde automatisch eingesetzt und noch nicht geprüft. Bitte prüfe Original- und Archivlink gemäß Anleitung und entferne dann diesen Hinweis.
Siehe auch: 11 zugehörige Photographien (Memento des Originals vom 9. Oktober 2012 im Internet Archive)  Info: Der Archivlink wurde automatisch eingesetzt und noch nicht geprüft. Bitte prüfe Original- und Archivlink gemäß Anleitung und entferne dann diesen Hinweis.